# Javier Marín-López
Javier Marín-López (Úbeda - Jaén, 11 de julho de 1977) é um dos principais musicólogos espanhóis da atualidade, dedicado à pesquisa e difusão do patrimônio histórico-musical ibero-americano a partir de metodologia contemporânea e dos recursos digitais, e responsável pela publicação de um grande número de trabalhos relacionados ao seu conhecimento, edição e interpretação. É professor da Universidade de Jaén e Diretor Geral e Artístico do Festival de Música Antiga de Úbeda e Baeza, destinado à difusão de obras antigas espanholas e latino-americanas, à reunião de pesquisadores desse assunto e publicação de seus trabalhos.

## Trajetória
Estudou música nos Conservatórios de Úbeda, Jaén e Granada, e musicologia nesta última cidade, tornando-se Bacharel em História e Ciências da Música e Bacharel em Artes-Musicologia pela Universidade de Granada (1999), Diplomado em Estudos Avançados e Mestre em Estudos Avançados pela Universidade de Granada (2001), Doutor em Musicologia pela Universidade de Granada (2007), com tese de doutoramento sobre as relações musicais entre Espanha e o Novo Mundo através da Catedral do México durante o período colonial (recebendo por esse trabalho o Prêmio de Doutorado Extraordinário) e Mestre em Direção e Gestão de Indústrias Culturais pela Universidade Europeia Miguel de Cervantes (2017).
É Docente Catedrático da Universidade de Jaén, onde exerce o cargo de Coordenador da Área de Música e faz parte do grupo de pesquisa "Música e estudos culturais" (HUM-942), integrando vários programas de Mestrado e Doutorado na Espanha e em instituições internacionais.

## Produção

### Eventos científicos
Dirige o Festival de Música Antiga de Úbeda e Baeza, destinado à difusão dos resultados da pesquisa e revitalização do patrimônio musical espanhol e latino-americano, e que envolve a colaboração entre musicólogos, pesquisadores e musicistas e que resulta em publicações musicológicas e em gravações de composições musicais inéditas.
Além da frequente participação em outros eventos, principalmente na Espanha e no México, apresentou trabalhos em mais de vinte países europeus e latino-americanos.

### Pesquisas musicológicas
Realizou extensas estadias de pesquisa no México (Universidade de Veracruz de Xalapa e Centro Nacional de Pesquisa, Documentação e Informação Musical “Carlos Chávez” na Cidade do México) e, como Pesquisador Visitante, nas cidades de Cambridge (Universidade de Cambridge, Faculdade de Música, 2006), Dublin (Trinity College, 2008), Chicago (Northwestern University, 2010) e Lisboa (CESEM-FCSH, Universidade Nova de Lisboa, 2016).

### Financiamentos
Recebeu financiamentos do Conselho de Cultura da Junta de Andaluzia, dos Ministérios da Educação, Relações Exteriores e Inovação da Espanha, do Ministério das Relações Exteriores do México e da Fundação Caja Madrid.

### Edição musical

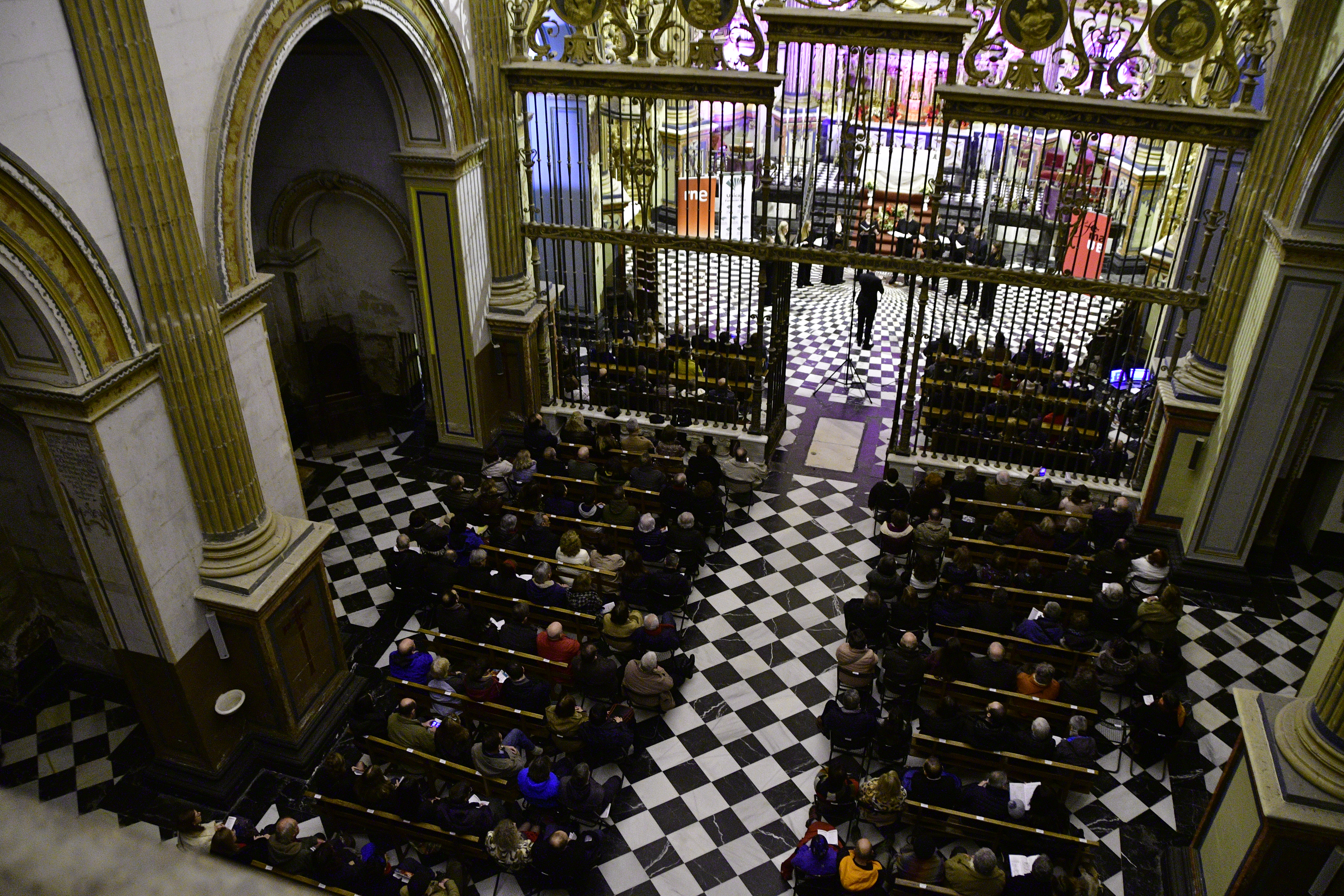
Concerto do Festival de Música Antiga de Úbeda e Baeza, em 2019.

Colabora com grupos de música antiga internacionais, editando e publicando obras inéditas do património musical ibero-americano. Com o musicólogo norte-americano Drew Edward Davies, lançou, em 2019, a coletânea Ignacio Jerusalem (1707–1769): Obras selectas - Selected Works, uma série contínua de edições críticas voltadas à performance, publicada pela Dairea Ediciones, de Madrid.

### Colaboração com plataformas digitais
É responsável pelos conteúdos latino-americanos na plataforma digital Books of Hispanic Polyphony. A Catalogue of Books of Spanish and New World Polyphony in Context [ISSN: 2565-1579], fundado e dirigido por Emilio Ros-Fábregas no Conselho Superior de Investigacões Científicas, Instituição Milá y Fontanals, Barcelona. Além, disso, disponibiliza uma seleção de suas edições musicais na plataforma International Music Score Library Project (IMSLP) / Petrucci Music Library, defendendo a difusão digital enquanto necessidade fundamental da contemporaneidade, o que fundamenta no artigo Musicología digital y América Latina: retos y modelos para una nueva cartografía del saber musicológico, de 2020.

### Os livros de polifonia daCatedral do México

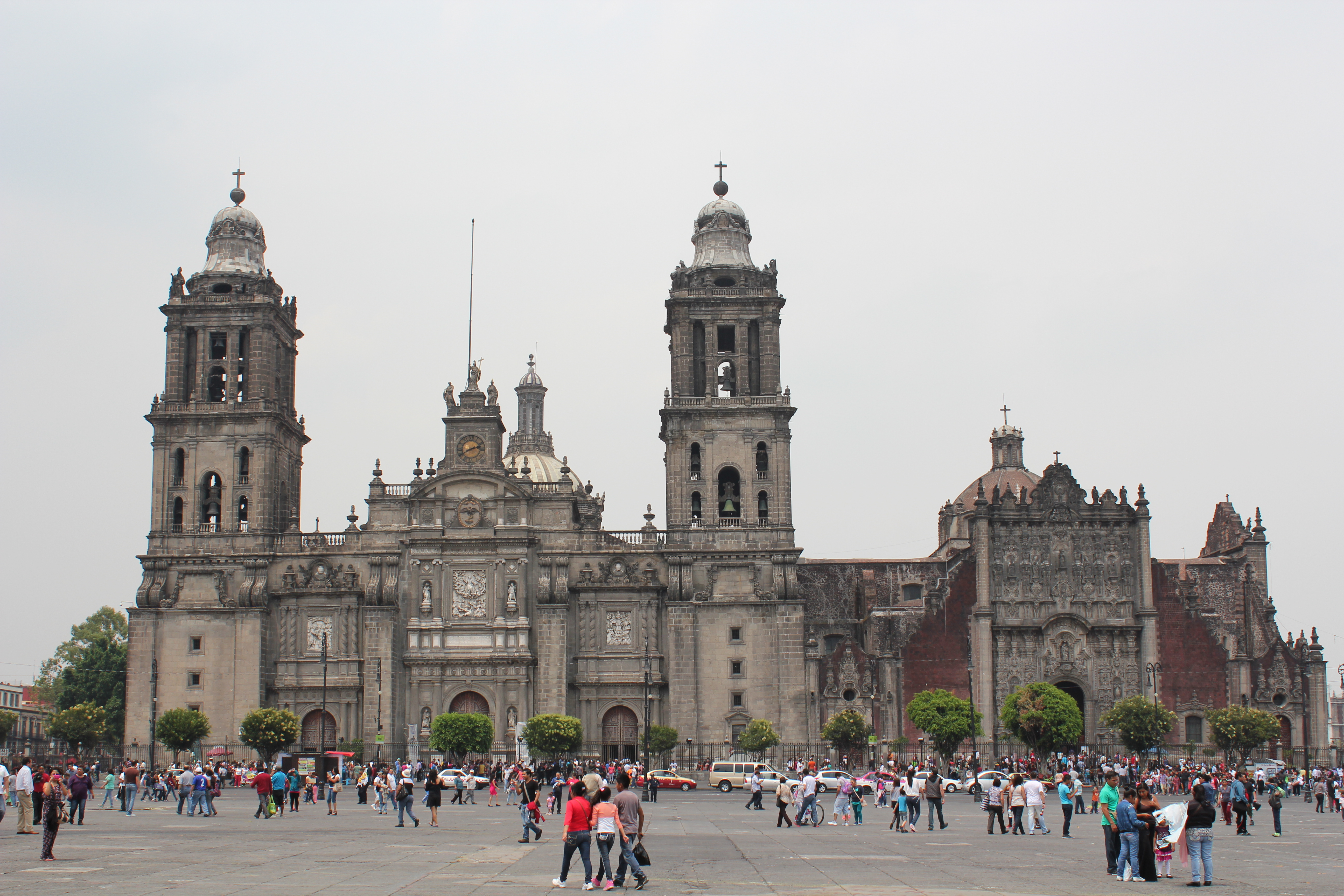
Catedral Metropolitana da Cidade do México, México.

Dentre suas publicações, destaca-se a obra Los libros de polifonía de la Catedral de México. Estudio y catálogo crítico, em 2 volumes, impressa em 2012 em Madrid, pela Sociedade Espanhola de Musicologia e pela Universidade de Jaén. A crítica especializada evidenciou o importante significado dessa publicação, a começar pelos aspectos quantitativos. De acordo com Gina Allende Martínez (Pontifícia Universidade Católica do Chile), “se configura una fuente de consulta muy completa y actualizada respecto de los 22 libros de polifonía de la Catedral de México, puesta al servicio de otros investigadores que quieran realizar sus trabajos en alguno de los aspectos señalados por el autor en su catalogación”. Conforme Juan Francisco Sans (Universidade Central da Venezuela), “El fondo musical de la Catedral de México constituye probablemente uno de los más grandes de Hispanoamérica, con más de 4.500 obras, entre impresos o manuscritos copiados en libros de coro o em papeles sueltos”, enquanto Paulo Castagna (Universidade Estadual Paulista) destaca que, “Copiados entre inícios do século XVII e fins do século XVIII, os códices estudados contém 563 obras de 21 autores identificados, além de várias peças com autoria não identificada”.
Além dos aspectos quantitativos, os críticos ressaltam que esta publicação esclareceu importantes aspectos relacionados à atividade musical na América Espanhola. De acordo com Paulo Castagna, “Impressiona, entre outros, o inventário de 1589, com 208 itens originais (desdobrados em 331 por Javier Marín), que demonstra o grau de envolvimento na prática musical polifônica que já existia na Catedral do México, na mesma época em que Giovanni Pierluigi da Palestrina (1525-94) fixava o estilo musical que o Vaticano iria definir, pela primeira vez na história, como a sonoridade polifônica oficial da Igreja Católica.” Tal verificação foi amplificada por Juan Francisco Sans, o qual informa que “Marín López constata que la misa Aeterna Christi muñera de Palestrina fue transmitida primeramente en fuentes del Nuevo Mundo”. O mesmo autor, no entanto, salienta que a publicação de Marín López enfatiza a grande inter-relação das obras polifônicas na liturgia novohispânica e sua larga vigência temporal:
"Allende las fichas de cada obra y las referencias cruzadas, el autor propone un estudio y análisis del repertorio que lo vincula con las prácticas musicales de una época, con su función litúrgica, con sus aspectos performativos, con su difusión y recepción. Quizá su contribución más relevante en este sentido sea precisamente la constatación de cómo en función litúrgica (una misa o una hora canónica) convergía um ecléctico repertorio de obras, de estilos, épocas y lugares diferentes, siempre vigentes a pesar de su relativa antigüedad. La articulación de disímiles obras en canto llano, polifonía, lengua vulgar (villancicos o tonos), a órgano o con ministriles, formaba parte de un muy complejo entramado musical, del cual los maestros de capilla estaban apercibidos. Este hecho resulta una clave fundamental para la comprensión e interpretación de esta música. Se trataba de un repertorio aditivo (la expresión es mía) que llevó ya en el siglo XVIII a una extensión temporal extraordinaria de las funciones litúrgicas (hasta de cuatro horas), en nada diferente por cierto a las prácticas musicales de la contraparte protestante, representada en oratorios de extrema duración." (Juan Francisco Sans, Universidade Central da Venezuela)

### Atividades de gestão
Entre 2013 e 2021 foi editor da Revista Musicologia, órgão científico da Sociedade Espanhola de Musicologia, da qual é Vice-Presidente desde janeiro de 2022. Atua como consultor de diversas editoras e revistas de musicologia e atualmente faz parte do comitê científico dos Cuadernos de Iconografia Musical (UNAM). É membro consultivo do subcomitê do New Grove Dictionary of Music of Musicians para o século XVII.

## Atuação didática
Leciona História da Música em vários cursos da Universidade de Jaén e musicologia em vários programas de Mestrado e Doutorado na Espanha e em instituições internacionais

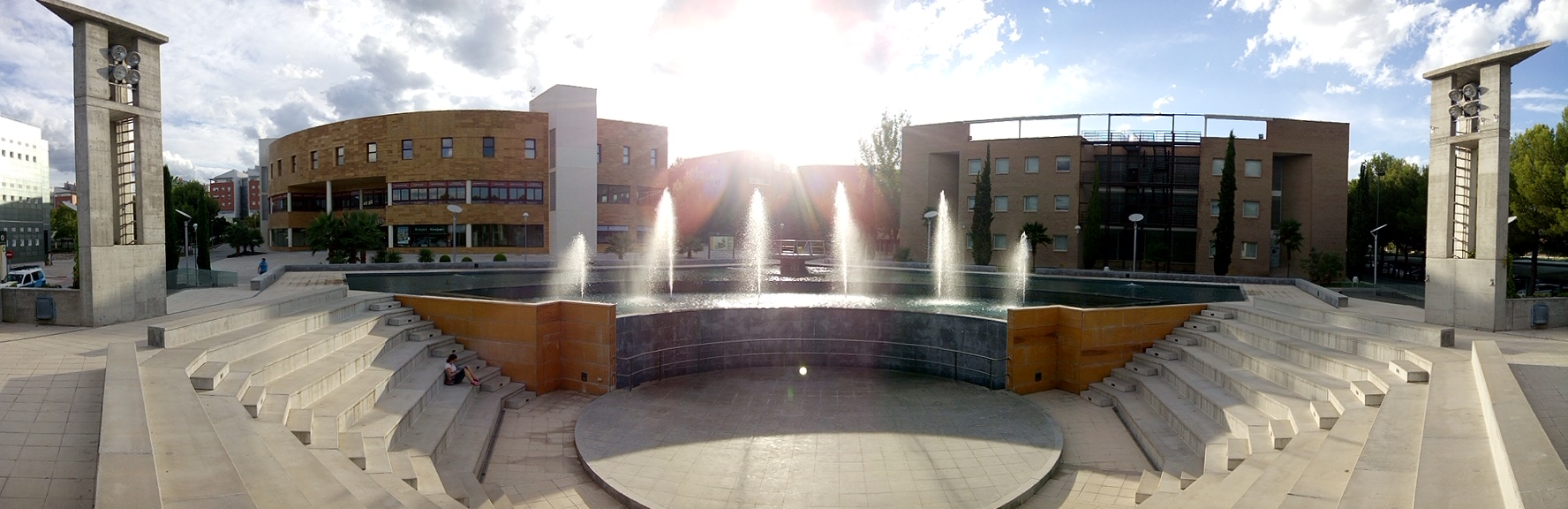
Vista panorâmica da fonte da Universidade de Jaén, Espanha.

## Colaboração inter-institucional
Integra vários projetos espanhóis de I+D+i (Investigação, Desenvolvimento e Inovação Tecnológica) e é membro da Sociedade Espanhola de Americanistas, da Sociedade Espanhola de Musicologia, da Sociedade Americana de Musicologia, da Sociedade Internacional de Musicologia, da Associação Regional para a América Latina e o Caribe (ARLAC/IMS), da Comissão de Trabalho "Música e Estudos Americanos" (MUSAM/SEdeM) e da Seção de Música do Instituto de Estudos Giennenses (Conselho Provincial de Jaén). Entre 2019 e 2022, atuou como Membro do Conselho Estadual de Artes Cênicas e Música e do Conselho Artístico de Música do Ministério da Cultura e Esportes, Governo da Espanha.

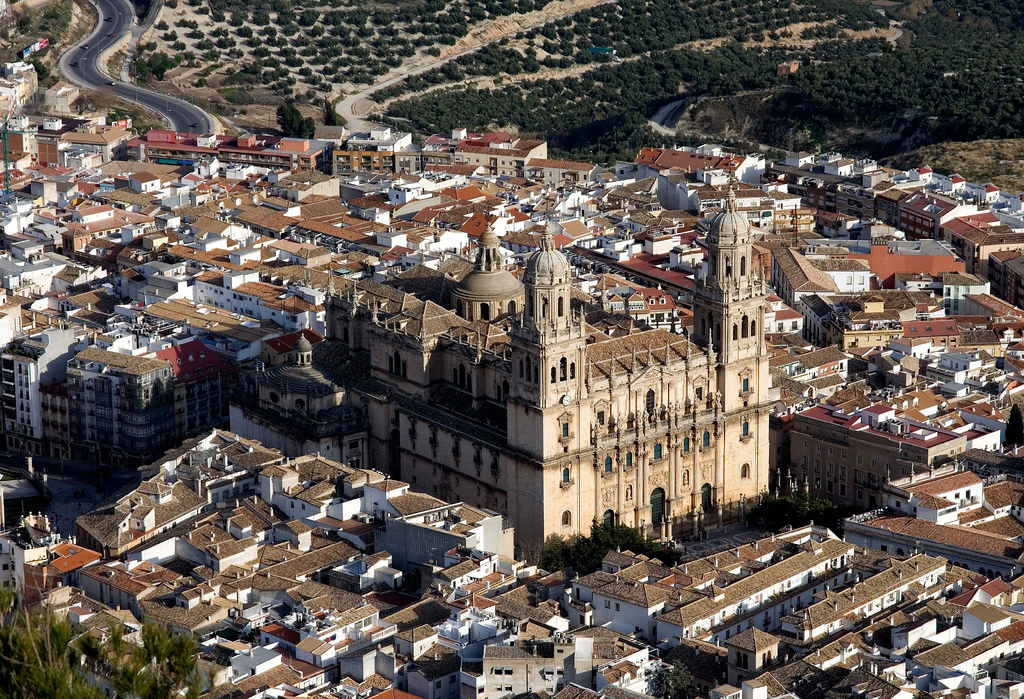
Catedral de Jaén, Espanha.

## Prêmios
Em 2010 recebeu o VII Prêmio Latino-Americano de Musicologia "Samuel Claro Valdés", concedido pelo Instituto de Música da Pontifícia Universidade Católica do Chile e em 2011 recebeu o Diploma de Reconhecimento de Divulgação Científica, concedido pela Universidade de Jaén por seu trabalho como programador do Festival de Música Antiga de Úbeda e Baeza. Em 2019 foi contemplado com um dos IV Prémios de Música da Província de Jaén (Modalidade: Música Clássica) outorgado pelo jornal Viva Jaén, e em 2021 foi contemplado com a Medalha de Mérito da Real Academia de Belas Artes de Granada.

## Apresentação de trabalhos em vídeo
- (2020) Presentación virtual del libro: De Nueva España a México. El universo musical mexicano entre centenarios (1517-1917)[30]
- (2020) XIII Encontro de Musicologia Histórica (Juiz de Fora). Mesa 1: Musicologia en el escenario de pandemia[31]
- (2020) Panel de Expertos (UniRadio Jaén): Grupo de Investigación 'Musica y Estudios Culturales'[32]
- (2018) I Foro por la Cultura de Jaén. Panel: La música como elemento transformador de la sociedad[33]
- (2017) Libros de polifonía en Nueva España: hacia un catálogo digital integrado[34]

## Entrevistas
- Texto: (2021) Entrevista a Melómano Digital[35]
- Vídeo: (2020) Entrevista a Lacontradejaen.com[36]

## Principais edições de obras musicais
- (2020) Javier Marín-López - Ignacio Jerusalem (1707-1769) - Versos sueltos de Miserere mei, Deus a una y dos voces / Stand-alone verses of Miserere mei, Deus for One and Two Voices, Serie Ignacio Jerusalem (Madrid: Dairea Ediciones)[37]
- (2019) Javier Marín-López - Ignacio Jerusalem (1707-1769) - Aleph. Ego vir videns paupertatem Lamentación 3ª de Viernes Santo / Third Lamentation for Good Friday (Madrid, Dairea Ediciones)[38]
- (2019) Javier Marín-López; Drew Edward Davies - Ignacio Jerusalem (1707-1769) - Cronología biográfica y lista de obras / Biographical Timeline and List of Works (Madrid: Dairea Ediciones)[39]
- (2014) Javier Marín-López; José A. Gutiérrez Álvarez - Espacio, sonidos y afectos en la Catedral de Jaén. Miserere y obras en romance de Juan Manuel de la Puente (Sevilla, Universidad de Sevilla)[40]

## Principais trabalhos musicológicos

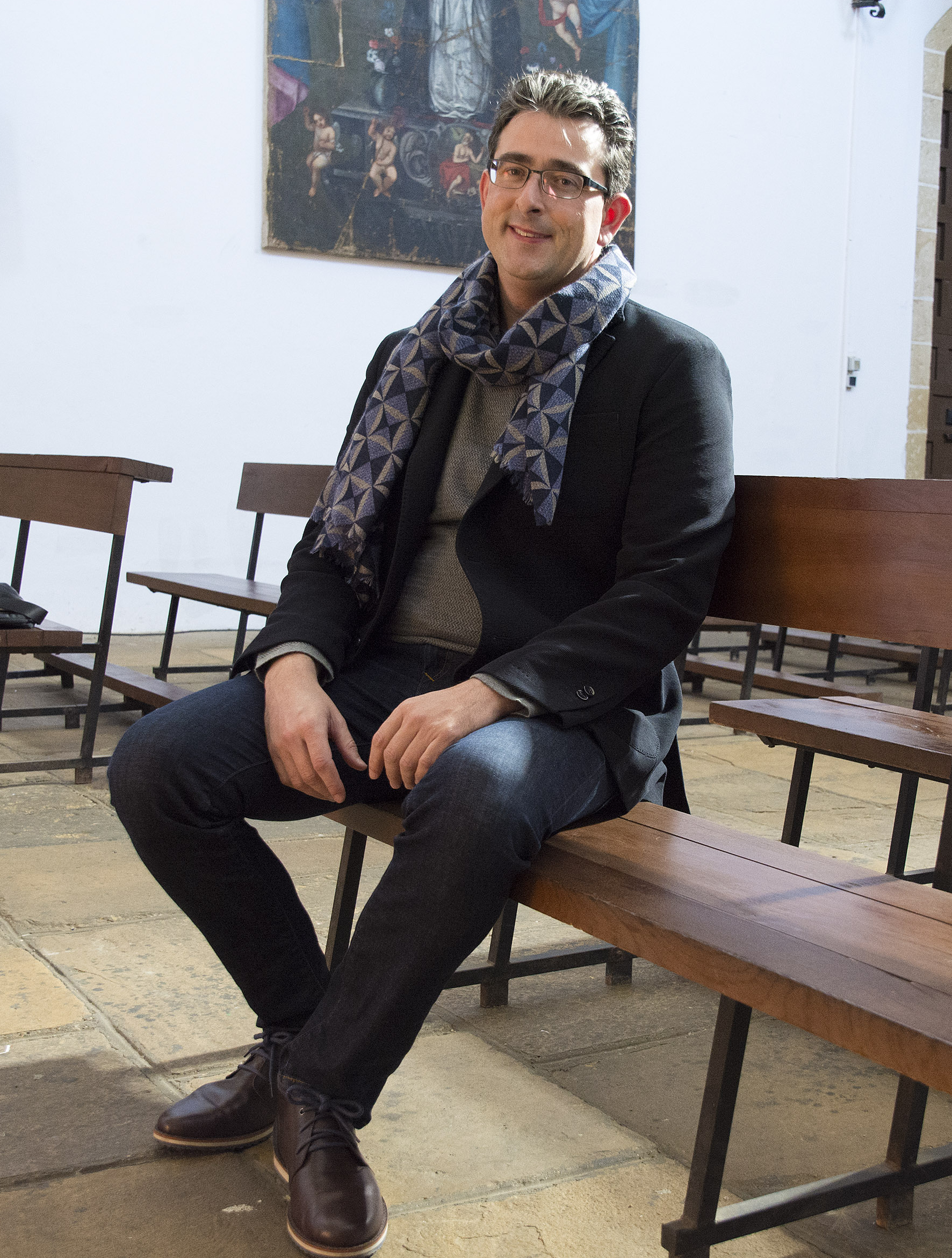
Javier Marín-López em 2018.

- (2021) Javier Marín-López and Virginia Sánchez López - Juan de Ávila y la enseñanza cantada de la doctrina cristiana entre Castilla y las Indias: propuesta de reconstrucción[41]
- (2020) El universo musical mexicano entre centenarios (1517-1917): una introducción[42]
- (2020) Javier Marín-López; Virginia Sánchez-López - Educación musical en la España del siglo XVIII: realidad, representación y parodia en un villancico de seises de 1726[43]
- (2020) Javier Marín-López; Raúl Zambrano - ¡Ay, qué dolor! (1701) de Antonio de Salazar: contextos para un villancico barroco transcrito por Manuel M. Ponce[44]

- (2020) Javier Marín-López; Virginia Sánchez López - El pensamiento musical de Pablo de Olavide y Jáuregui (1725-1803): perfiles inéditos de un peruano ilustrado[45]
- (2020) Javier Marín-López - Educación musical en la España del siglo XVIII: realidad, representación y parodia en un villancico de seises de 1726[46]
- (2020) Javier Marín-López - Musicología digital y América Latina: retos y modelos para una nueva cartografía del saber musicológico[14]
- (2020) Javier Marín-López; Virginia Sánchez López - La enseñanza de la música en los Grados de Historia del Arte en España: antecedentes históricos y planes actuales de estúdio[47]
- (2019) Javier Marín-López; José Antonio Gutiérrez-Álvarez - Ignacio Jerusalem en Ceuta (1737/38-1742): un músico ¿militar? napolitano en la costa norteafricana española[48]

- (2019) Javier Marín-López - El villancico religioso en la Puebla de entre siglos (XVII-XVIII): algunas consideraciones litúrgico-formales[49]
- (2019) Javier Marín-López - The Sonic Construction of a New Capital: Urban Soundscapes and Acoustic Communities in 16th-Century Lima[50]
- (2018) Javier Marín-López - Cultura musical y Nuevas Poblaciones[51]
- (2018) Javier Marín-López - Desde el facistol: verosimilitud vs. autenticidad en tres proyectos discográficos recientes[52]
- (2018) Javier Marín-López - A propósito de la Comisión de Trabajo “Música y Estudios Americanos” (MUSAM/SEdeM): apuntes sobre una musicología trasatlántica desde la perspectiva española[53]
- (2018) Javier Marín-López - Music Regulations and Sacred Repertories in a Ducal Town Without a Duke: Francisco de los Cobos and the Sacra Capilla of El Salvador in 16th-Century Úbeda[54]

- (2018) Javier Marín-López - Mecenazgo musical e identidad aristocrática en el México Ilustrado: Miguel de Berrio y Zaldívar, Conde de San Mateo de Valparaíso (1716–1779)[55]

- (2017) Javier Marín-López; Virginia Sánchez López; José Antonio Gutiérrez-Álvarez - Aportaciones al estudio de la música en la Santa Capilla de San Andrés de Jaén durante el siglo XVI: dos juegos de versos para ministriles de Gil de Ávila (fl. 1574-1597)[56]
- (2017) Javier Marín-López - Música, nobleza y vida cotidiana en la Hispanoamérica del siglo XVIII: hacia un replanteamiento[57]
- (2017) Javier Marín-López - Asistencia social, identidad peninsular y devoción mariana en una cofradía novohispana de músicos de mediados del siglo XVII[58]

- (2017) Javier Marín-López - Acotaciones musicológicas a cuatro textos de Sor Juana Inés de la Cruz[59]
- (2016) Javier Marín-López - Problemas de estilo y autoría en una Salve Regina de 'Victoria' conservada en la Catedral de Puebla[60]
- (2016) Javier Marín-López - Restrospectiva FMAUB: veinte años de música antigua en Úbeda y Baeza (1997-2016)[61]
- (2016) Javier Marín-López - Musical Cultures in the Reinos de Indias at the Time of Isabel and Ferdinand[62]
- (2016) Javier Marín-López - De cantores a compositores: dos capellanes de coro de la Catedral de México, autores de canto mixto o figurado[63]
- (2015) Javier Marín-López - Music Books for an ‘iglesia principal y calificada’: the 1657 Inventory of Jaén Cathedral in Context[64]
- (2014) Javier Marín-López - Dinámicas de género en un repertorio singular: las antífonas de la O en contrapunto de la Catedral de México[65]

- (2014) Javier Marín-López; José Antonio Gutiérrez-Álvarez - La lamentación de Sábado Santo de Juan Manuel de la Puente: estudio y edición crítica[66]

- (2012) Javier Marín-López - 'Cazadorcito se ha hecho el amor' de Gregorio Portero (1733), o de la diáspora de un villancico granadino a Nueva España[67]

- (2012) Javier Marín-López - Tomás Luis de Victoria en las Indias: de la circulación a la reinvención[68]
- (2012) Javier Marín-López - Los libros de polifonía de la Catedral de México. Estudio y catálogo crítico (Madrid/Jaén, Sociedad Española de Musicología y Universidad de Jaén)[18]
- (2011) Javier Marín-López - A conflicting relationship. Music, Power and the Inquisition in Vice-regnal Mexico City[69]
- (2010) Javier Marín-López - Patrones de diseminación de la música catedralicia andaluza en el Nuevo Mundo (ss. XVI-XVIII)[70]
- (2010) Javier Marín-López - Música local e internacional en una catedral novohispana de provincias: Valladolid de Michoacán (ss. XVII-XVIII)[71]
- (2010) Javier Marín-López - Música y ceremonial urbano en la Baeza de la Edad Moderna[72]
- (2010) Javier Marín-López - «Se canta por la harmonía del Españoleto»: García Fajer en el repertorio musical de la Catedral de México[73]

- (2010) Javier Marín-López - Ideología, hispanidad y canon en la polifonía latina de la Catedral de México[74]
- (2009) Javier Marín-López - La difusión del repertorio español en la colegiata de Guadalupe de México (1750-1800)[75]
- (2009) Javier Marín-López - Los conciertos didácticos del Festival de Música Antigua de Úbeda y Baeza: cinco años de experiencias educativas (2002-2006)[76]

- (2009) Javier Marín-López - Tradición e innovación en los instrumentos de cuerda de la Catedral de México[77]
- (2008) Javier Marín-López - Música para la fiesta de la muerte en la Catedral de México: una propuesta de reconstrucción e interpretación del oficio de difuntos[78]
- (2008) Javier Marín-López - Libros de música para el Nuevo Mundo a finales del siglo XVIII: el proyecto editorial del impresor José Doblado[79]

- (2008) Javier Marín-López - Entre pinceles, cinceles y acordes: algunos ejemplos de iconografía musical en la provincia de Jaén Javier Marín-López - The musical inventory of Mexico Cathedral, 1589: a lost document rediscovered[80]
- (2008) Javier Marín-López - The musical inventory of Mexico Cathedral, 1589: a lost document rediscovered[81]
- (2008) Javier Marín-López - Músicos madrileños con destino a la Catedral de México[82]
- (2008) Javier Marín-López - Hernando Franco’s Circumdederunt me: the First Piece for the Dead in Early Colonial America[83]
- (2008) Javier Marín-López - La enseñanza musical en la Catedral de México durante el período virreinal[84]
- (2008) Javier Marín-López - «Era justo començar por la de Jaén»: la recepción del Liber Primus Missarum (1602) de Alonso Lobo en la Catedral de Jaén[85]
- (2007) Javier Marín-López - Consideraciones sobre la trayectoria profesional del músico Antonio Juanas (1762/63-después de 1816)[86]
- (2007) Javier Marín-López - Libros litúrgico-musicales en la Sacristía Mayor de la Catedral de Jaén (1657-1772)[87]

- (2007) Javier Marín-López - Un tesoro musical inexplorado: los libros de polifonía de la Catedral de Baeza[88]
- (2007) Javier Marín-López - Una desconocida colección de villancicos sacros novohispanos (1689-1812): el Fondo Estrada de la Catedral de México[89]
- (2007) Javier Marín-López - Música y músicos entre dos mundos: la Catedral de México y sus libros de polifonía (siglos XVI-XVIII)[4]
- (2006) Javier Marín-López - Diez años de Festival de Música Antigua de Úbeda y Baeza y Dosier Conmemorativo [2006][90]

- (2006) Javier Marín-López - Música y músicos navarros en el Nuevo Mundo: algunos ejemplos mexicanos[91]
- (2005) Javier Marín-López - Cinco nuevos libros de polifonía en la Catedral Metropolitana de México[92]
- (2004) Javier Marín-López - Dos salmos de difuntos de Fabián Pérez Ximeno[93]
- (2004) Javier Marín-López - Música y patronazgo musical en Castellar (Jaén) en tiempos de Tomás Micieces II, 1679-1685[94]

- (2004) Javier Marín-López - «Por ser como es tan excelente música»: la circulación de los impresos de Francisco Guerrero en México[95]
- (1999) Javier Marín-López - Las ciencias de la música en la Universidad: estado actual y nuevas perspectivas para la historiografía musical española[96]

## Ver também

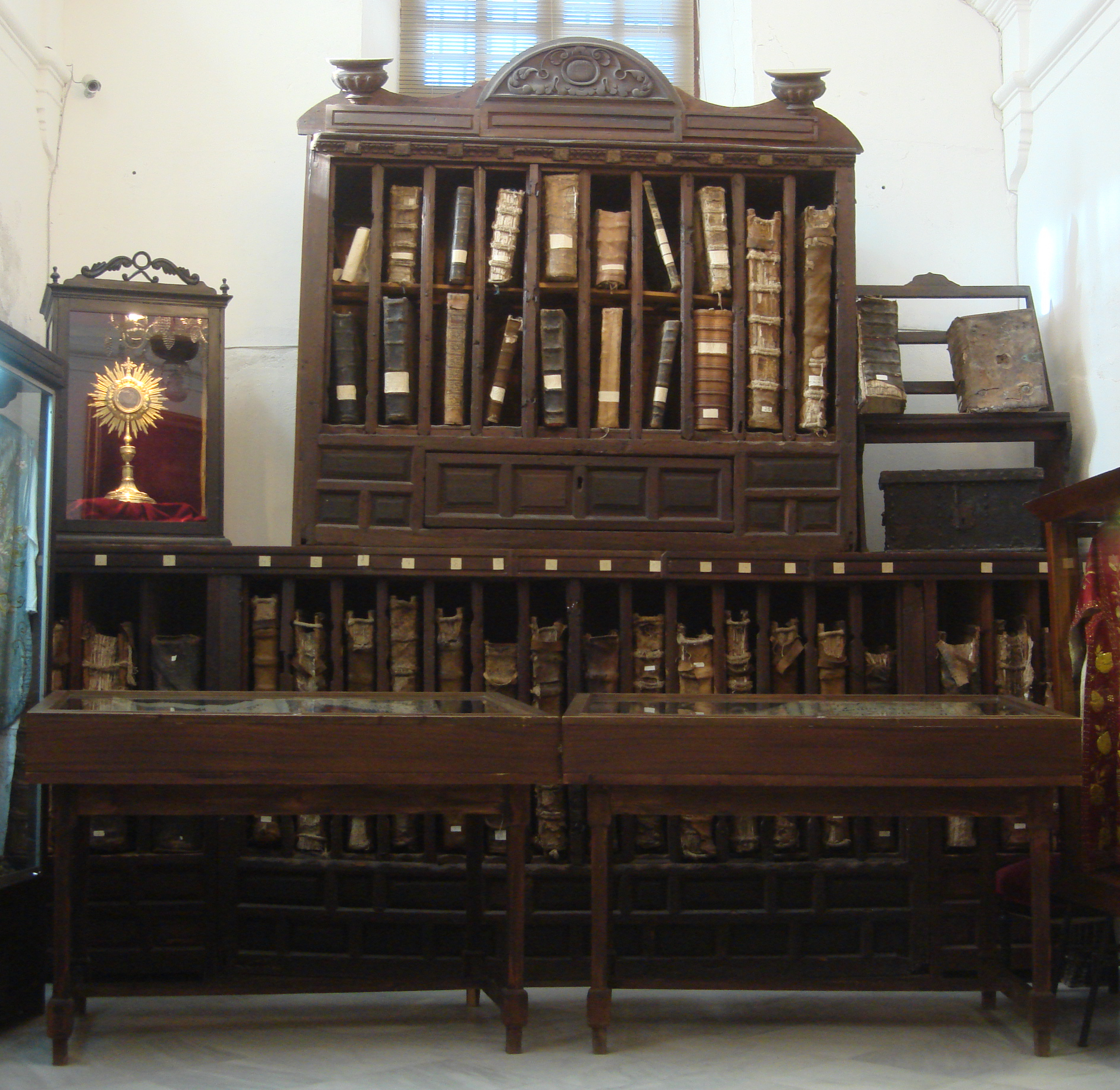
Livraria da música da Catedral de Baeza (Província de Jaén, Espanha)

## Edição de coletâneas de textos musicológicos
- (2021) Javier Marín-López; Ascensión Mazuela-Anguita - “Me enamoran en Jaén”: XXV Aniversario del Festival de Música Antigua de Úbeda y Baeza (Jaén: Diputación Provincial de Jaén)[97]
- (2021) Javier Marín-López; Victoria Eli Rodríguez; Belén Vega Pichaco - En, desde y hacia las Américas: música y migraciones transoceánicas (Madrid: Dykinson)[98]
- (2020) Javier Marín-López - De Nueva España a México: el universo musical mexicano entre centenarios (1517-1917) (Sevilla: Universidad Internacional de Andalucía)[99]
- (2019) Javier Marín-López; Esther Borrego - El villancico en la encrucijada: nuevas perspectivas en torno a un género literario-musical (siglos XV-XIX) (Kassel, Reichenberger)[100]
- (2018) Javier Marín-López - Músicas coloniales a debate. Procesos de intercambio euroamericanos (Madrid, Instituto Complutense de Ciencias Musicales)[101]
- (2013) Javier Marín-López; Germán Gan Quesada; Elena Torres Clemente; Pilar Ramos López - Musicología global, musicología local (Madrid, Sociedad Española de Musicología)[102]

## Divulgação científica
- (2011) Javier Marín López - La música barroca de Juan Manuel de la Puente vuelve a la Catedral de Jaén 300 años después, tras un proyecto de la la UJA[103]